# Judith Mackrell
Judith Mackrell ist eine der wichtigsten Tanzkritikerinnen Großbritanniens. Sie schreibt für den Guardian und ist die Autorin mehrerer erfolgreicher Sachbücher, darunter die Biografie der russischen Ballerina Lydia Lopokova, mit der sie 2008 auf der Shortlist für den Costa Biography Award stand.

## Werke
- Bloomsbury Ballerina: Lydia Lopokova, Imperial Dancer and Mrs John Maynard Keynes (2009).
- Flappers: Six Women of a Dangerous Generation (2013).
  - Die Flapper. Rebellinnen der wilden Zwanziger. Übersetzt von Susanne Hornfeck und Viola Siegemund. Insel 2022, ISBN 978-3-458-64290-9.
- The Unfinished Palazzo: Life, Love and Art in Venice (2017).
  - Der unvollendete Palazzo. Übersetzt von Andrea Ott und Susanne Hornfeck. Insel 2019, ISBN 978-3-458-17820-0.
- The Correspondents (2021).